# André Bijelic
André Bijelic är en kanadensisk manusförfattare och skådespelare. 

## Filmografi
- 1997 – Cube (manus tillsammans med Vincenzo Natali och Graeme Manson)